# Castejón de las Armas
Castejón de las Armas è un comune spagnolo di 117 abitanti situato nella comunità autonoma dell'Aragona.